# Jørgen Bardenfleth
Jørgen Vilhelm Løvenørn Bardenfleth (født 7. november 1955 i Hellerup) er en dansk erhvervsleder, som fra 2004 til 2012 har været administrerende direktør for Microsoft Danmark. I dag varetager han primært en række bestyrelsesposter.

## Karriere
Han er søn af kaptajn og kontorchef i Det Berlingske Officin Henrik Vilhelm Løvenørn Bardenfleth (1924-1987) og Inge Birgitte Møller (født 1926).
Bardenfleth er uddannet civilingeniør med speciale i elektronik fra Danmarks Tekniske Højskole (DTU) 1980 og fik i 1989 en MBA fra University of California, Los Angeles med speciale i marketing og finansiering.
Han var 1980-81 udviklingsingeniør hos Dansk Radio AS, Taastrup, 1981-84 udviklingsingeniør hos Radar Devices, Californien, 1984-87 teamleder og projektchef hos Varian Associates, Californien, havde 1988-89 et sommerjob hos McKinsey & Co. i København og var i årene 1989 til 2001 ansat i Hewlett-Packard i Danmark; først som sælger og salgschef og fra 1995 som administrerende direktør. Fra 2001 til 2004 var han General Manager (global) hos Intel i Optical Networking Components Division. Fra 2004 til 2012 var han Country Manager for Microsoft A/S Danmark og Island. I 2012/13 var Bardenfleth Strategy Director for Microsoft International inden han forlod Microsoft i sommeren 2013 for at hellige sig en bestyrelseskarriere fuldtids.

## Tillidshverv
Bardenfleth var i forretningsudvalget for IT-Branchen fra 1995 til 2014 herunder dets formand fra 2010-14. Han er i dag bestyrelsesformand i DHI Group, der rådgiver om vand i hele verden, Arkitema Architects, skandinavisk førende arkitektfirma, Lyngsoe Systems, der laver logistiksystemer globalt, forskerparken Symbion med acceleratoren Accelerace og IT sikkerhedsrådgivningsfirmaet Dubex, samt IT Cloud selskabet Adactit. Han sidder i bestyrelsen for IT selskaberne EG, Athena IT, Minerva og Vallø Stift samt swipx. Bardenfleth er også med i bestyrelserne for Danmark Amerika Fondet (formand), Børnefonden (næstformand) og Cystisk Fibrose Foreningen. Han er styregruppeformand i Copenhagen Healthtech Cluster, ServicePlatform og Iværksætterpilotordningen under Danmarks Innovationsfond. Bardenfleth var med i Globaliseringsrådet ('05-'06), og i bestyrelserne for GN Store Nord ('03 - '13),og COWI ('08-'14). Han blev i 2012 optaget i Kraks Blå Bog. Han underviser på bestyrelsesuddannelserne på CBS Executive og Board Assure.
Han er gift med Deanna fra Seattle (født i 1956) og har fire børn Karinna, Sophia, Thomas og Helena.

## Ekstern henvisning
- swipx Arkiveret 11. oktober 2016 hos  Wayback Machine